# ناو کلاس توپاز
کروزر کلاس توپاز (به انگلیسی: Topaze-class cruiser) یک کلاس از کشتی است که طول آن ۳۶۰ فوت (۱۰۹٫۷ متر) می‌باشد.